# Martí Figueras i Castillo
Martí Figueras i Castillo (Esplugues de Llobregat, 1898 - 1971) va ser batlle d'Esplugues durant la Segona República entre el 1931 i 1934. Es va casar amb Teresa Amat i Campreciós, amb qui va tenir dos fills, Joan i Maria. L'Ajuntament d'Esplugues va aprovar posar el seu nom a un carrer de la ciutat en el Ple Municipal celebrat el 21 de març de 2018.

## Trajectòria política
Martí Figueras, d'Esquerra Republicana de Catalunya, va ser batlle de l'Ajuntament d'Esplugues entre el juliol del 1931 i el febrer del 1934. Durant el seu mandat es van inaugurar escoles en barris que no en tenien, i es van fer "graduades" les escoles "unitàries" que hi havia fins aleshores. També es van urbanitzar carrers, com el de Laureà Miró, i es va estendre l'enllumenat públic, en una època d'inestabilitat política. El seu mandat va acabar coincidint amb el bienni conservador, o "bienni negre", de la II República. Va ser substituït per Rossend Montaner i Roig, de la Minoria Radical, el 12 de febrer de 1934.

### Eleccions d'abril del 1931
En les eleccions del 12 d'abril a Esplugues de Llobregat va guanyar la candidatura d'ERC, però com a altres municipis el resultat va ser impugnat per la sospita que s'havien falsejat els resultats. Així, Martí Figueras va ser nomenat primer tinent d'alcalde el 23 d'abril de 1931, mentre que Josep Argemí i Campreciós va ser elegit alcalde.

### Eleccions de maig del 1931
Un decret del Ministeri de la Governació del 13 de maig de 1931 anul·lava les eleccions del 12 d'abril. En els nous comicis, convocats per al 31 de maig, va tornar a guanyar ERC. En la sessió plenària del 5 de juny va cessar l'alcalde anterior, Josep Argemí, i va ser elegit com a nou batlle d'Esplugues Martí Figueras amb 6 vots a favor, 3 en blanc i un en contra, a favor del regidor de l'oposició, en Narcís Vellvé i Bonany.
Els regidors que van ser a l'Ajuntament aquells anys són els següents:
Joan Brillas Vila, Josep Fontanals Potau, Joan Gimeno Salvadó, Rafael Sebastià i Irla, Narcís Vellvé Bonay, Josep Bosch Reinal, Josep Maria Parés Leyes i Gaietà Santacana, a més de l'alcalde, en Martí Figueras.

## Obra política 1931-1933

### Qüestió religiosa
Amb Martí Figueras com a batlle, l'Ajuntament d'Esplugues va votar a favor d'un text per expulsar els jesuïtes de l'Estat espanyol i va aprovar la secularització i confiscació del cementiri parroquial i el canvi de nom de la plaça de Santa Magdalena per "de la República", entre altres aspectes. Durant el període que Martí Figueras governà no hi va haver crema d'esglésies ni altres avalots violents contra l'Església.

### Ensenyament
L'ensenyament fou una prioritat per a l'Ajuntament republicà: el 1932 s'amplià l'escola Isidre Martí, es contractà un nou professor, etc. La inestabilitat del període i la manca de recursos propis van dificultar l'escolarització dels infants d'Esplugues.

### Economia
En un context de crisi mundial, l'any 1931 l'atur era el principal problema econòmic d'Esplugues. A més, a causa de la suspensió de pagaments del Banc de Catalunya Esplugues va perdre un dipòsit de 15.000 pessetes. La manera com es va intentar fer front al problema de l'atur va ser per mitjà de les obres públiques, amb un seguit d'urbanitzacions de carrers, reformes d'edificis municipals, etc. Durant la Segona República el poble d'Esplugues va començar a créixer per altres nuclis de població: la Plana - Montesa, Can Clota, Can Vidalet, Finestrelles i la Miranda.

## Reconeixement posterior
El 21 de març de 2018 l'Ajuntament d'Esplugues va aprovar dedicar un carrer del municipi al seu nom, en un procés de subsitució de noms de carrers que tenien a veure amb l'etapa franquista.